# Abraham Loliga
Abraham Ghana Loliga (ur. 19 czerwca 1982 w Bondze) – burkiński piłkarz grający na pozycji pomocnika.

## Kariera klubowa
Karierę piłkarską rozpoczął we Planete Champion International z Wagadugu i potem w klubie ASFA Yennenga z Wagadugu. Zadebiutował w nim w 2000 roku w burkińskiej lidze. Z ASFA Yennenga trzykrotnie zdobył Puchar Burkiny Faso (2000, 2001, 2002), raz Superpuchar Burkiny Faso (2002) i raz mistrzostwo kraju (2002). W sezonie 2002/2003 grał w senegalskim AS Douanes, a następnie wrócił do ojczyzny. Grał w niej kolejno w: USFA Wagadugu, AS SONABEL i Santosie FC. Z kolei w 2005 roku był piłkarzem TP Mazembe z Demokratycznej Republiki Konga.
W 2006 roku wyjechał do Polski. Został piłkarzem Zawiszy Bydgoszcz i grał w niej do wiosny 2008 roku. Następnie w trakcie sezonu 2008/2009 odszedł do Polonii Nowy Tomyśl. W 2009 roku został wypożyczony do Warty Poznań, w której zadebiutował 16 września 2009 roku w meczu z Podbeskidziem Bielsko-Biała (4:1). W sierpniu 2010 roku wrócił do Polonii, a na początku w roku następnym przeszedł do Nielby Wągrowiec.

## Kariera reprezentacyjna
Grał w reprezentacji U-17, U-21 i U-23. W 2000 roku został powołany do reprezentacji Burkiny Faso na Puchar Narodów Afryki 2000, jednak nie wystąpił na nim w żadnym meczu.